# Willis Rodney Whitney
Willis Rodney Whitney (Jamestown (Nova Iorque), 22 de agosto de 1868 — Schenectady, 9 de janeiro de 1958) foi um químico estadunidense.
Foi o fundador do laboratório de pesquisas da General Electric.